# Clive Metcalfe
Clive Metcalfe (?-) é um músico britânico. Estudou no Colégio de Arte de Southampton e na Escola de Arte de Chelsea foi baixista em 1965 no grupo The Abdabs (também conhecidos por The Architectural Abdabs ou The Screaming Abdabs. Do grupo faziam parte também, Roger Waters (guitarra), Rick Wright (guitarra), Nick Mason (bateria), Keith Noble e Juliette Gale (voz).
Eram também conhecidos como Sigma 6, T Set ou The Megadeaths. Tocavam versões de rhythmn and blues e algum material original de Ken Chapman o empresário do grupo. No cartão de apresentação do grupo lia-se que estavam livres para clubes e festas.
A seguir (ou por causa) do casamento de Wright com Gale em 1965, Noble, Gale e Metcalfe deixam a banda. Syd Barrett (guitarra e voz) e Bob Klose (guitarra e voz) substituem Metcalfe. Waters passa a ser o baixista e Wright muda-se para os teclados, permanecendo Mason na bateria. Passado pouco tempo Klose deixa a banda, descontente com a sua direcção. Os restantes quatro elementos continuaram vindo a tornar-se nos Pink Floyd.
Após deixar a banda, Metcalfe voltou às suas origens artísticas como ourives e pintor e também como professor no Sir John Cass School of Art.  Com a sua mulher Christa Metcalfe-Hofmann abriu a sua própria galeria em 1999. Alguns dos seus trabalhos têm sido mostrados na Bridgeman Art Library e em exposições.